# Carlos Andrés Pérez
Pour les articles homonymes, voir Pérez et Carlos Pérez.
 (octobre 2015).
Si vous disposez d'ouvrages ou d'articles de référence ou si vous connaissez des sites web de qualité traitant du thème abordé ici, merci de compléter l'article en donnant les références utiles à sa vérifiabilité et en les liant à la section « Notes et références ».
Carlos Andrés Pérez Rodríguez (né le 27 octobre 1922 à Rubio, Venezuela - mort le 25 décembre 2010 à Miami, États-Unis,), surnommé CAP, est un homme d'État vénézuélien, président de la République pour deux mandats, de 1974 à 1979, et de 1989 à 1993.
Il est célèbre pour avoir été le premier chef d'État à être condamné par la Cour suprême de justice pour le délit de malversation de fonds publics. Durant son dernier mandat présidentiel, se produisent une série d'événements (27 février 1989, 4 février 1992 et 27 novembre 1992) qui mettent en évidence la « chute » d'un modèle politique dont il est lui-même un des principaux représentants.

## Formation et vie familiale
Il nait à Vega de la Pipa, dans la juridiction de la ville de Rubio (Táchira), le 27 octobre 1922, au sein d'une famille de paysans producteurs de café ; ses parents, de nationalité colombienne sont Antonio Pérez et Julia Rodríguez. Ils ont ensemble 12 enfants parmi lesquels Carlos Andrés est l'avant-dernier.
Il va à l'école primaire à Rubio au « Colegio María Inmaculada », jusqu'en 1935, sixième année et première année du secondaire. Il achève sa scolarité du secondaire au « liceo Andrés Bello » de Caracas, devenant bachelier en philosophie. Dès cette époque, il montre son penchant pour la politique, en remplissant la fonction de président du Centre des Étudiants de cet établissement. Il se marie en 1948 avec sa cousine Blanca Rodríguez avec qui il a 6 enfants. À la fin des années 90 il divorce d'avec Blanca Rodríguez et se remarie avec Cecilia Matos, avec qui il entretenait une relation amoureuse depuis plus de 20 ans et a deux autres filles.

## Débuts en politique
En 1938, il rejoint les rangs du Parti démocratique national, qui plus tard donne naissance au parti Action démocratique en 1941. Connu en général par ses initiales, CAP, Pérez, membre du parti Action démocratique, est président de la République à deux reprises.
Il commence des études de droit à l'Université Centrale du Venezuela, mais les interrompt en raison des changements politiques qui se produisent dans le pays, conséquences des événements du 18 octobre 1945, qui l'amènent à occuper d'importants postes politiques : secrétaire privé de Rómulo Betancourt, président de la junte militaire formant le gouvernement, et secrétaire du Conseil des Ministres.
En 1946, il est élu député à l'Assemblée législative de l'État de Táchira et en 1947, député au Congrès national pour la même entité fédérale. En 1948, au cours du renversement de Rómulo Gallegos, il est arrêté car il participe aux efforts pour installer à Maracay un gouvernement d'urgence qui remplacerait, selon la Constitution, le président déposé par le coup d'État du 24 novembre.
Il reste prisonnier pendant un an à Caracas (1949), puis est expulsé du pays. Il revient clandestinement au Venezuela pour s'engager dans la résistance que développe le parti Action démocratique contre la dictature de Marcos Pérez Jiménez, et est arrêté et enfermé à Puerto Ayacucho. À la suite d'une deuxième expulsion, il rejoint à La Havane Rómulo Betancourt.
À la suite des événements du 23 janvier 1958, il retourne au Venezuela, se consacrant immédiatement à consolider le système démocratique naissant et à réorganiser Action Démocratique dans l'État de Táchira. En décembre 1958, il est élu député du Táchira pour le quinquennat 1959-1964. Appelé par le président Betancourt, il exerce la fonction de premier directeur général du ministère des Relations intérieures (1960) et est ensuite désigné comme titulaire de ce même poste ; il lui revint d'affronter énergiquement les soulèvements guérilleros encouragés par la gauche avec le soutien du gouvernement cubain. Le 18 février 1963, il se charge provisoirement de la présidence, en suppléant Betancourt, en voyage à l'étranger.
Ses actions au cours de cette période, en particulier lorsqu'il vainc, par des méthodes illégales, les soulèvements militaires et les guérillas de gauche que Betancourt avait isolés politiquement au début des années 1960, lui valurent une réputation d'homme fort et incorruptible.
Durant les 5 ans du gouvernement du président Raúl Leoni (1964-1969) il revient au Congrès national en tant que chef de la fraction parlementaire du parti Action démocratique. En 1968 il figure dans cette organisation comme secrétaire national et membre du Comité exécutif national, poste qu'il conserve durant le quinquennat de la présidence de Rafael Caldera (1969-1974).
En 1966, alors qu'il dirige la commission de politique intérieure du Congrès, il défend une réforme de la loi de télécommunications de 1940, adoptée avant même l’arrivée de la télévision au Venezuela. Le texte est aussitôt qualifié de « loi bâillon » par les médias, et est rejeté.

### Campagne électorale
Carlos Andrés Pérez est nommé candidat du parti Action démocratique avec le soutien de son fondateur Rómulo Betancourt. Dans le but de récupérer le pouvoir aux élections du 9 décembre 1973, il lance la consigne « Démocratie avec énergie ». Il développe une campagne électorale polémique, utilisant pour la première fois dans l'histoire du Venezuela les plus grands talents du marketing et de la publicité de l'époque (Renny Ottolina, Grupo Gallup et Chelique Sarabia entre autres) pour vendre le message politique.
Cette campagne est centrée sur le pétrole qui a fait du Venezuela, grâce au choc pétrolier provoqué par l'OPEP, le pays avec le plus haut revenu par habitant d'Amérique du Sud. Toutefois, le Venezuela est également affecté par une forte récession due à l'inflation associée à la récession qui frappe les États-Unis à la suite de ce même choc pétrolier.
L'idée de Pérez est d'utiliser le pétrole comme moyen de pression politique et économique du Tiers monde pour obtenir un ordre plus juste dans les relations internationales, et de mettre en place une politique étendue de dépenses publiques en particulier dans les domaines de l'éducation et du social. Il publie ainsi une lettre ouverte au président Gerald Ford dans le New York Times, selon laquelle :
« La création de l'OPEP a été la conséquence directe de l'attitude des pays développés, qui ont usé d'une politique des prix des matières premières outrageusement bas comme une arme de répression économique. »
La campagne convainc et est un succès, lui donnant la victoire avec 2 142 427 voix, soit 48,7 % des votes, tandis que le candidat Lorenzo Fernández obtient 36,7 % des suffrages. Il entre en fonction le 12 mars 1974.

## Premier mandat présidentiel, 1974-1979
En 1975 il nationalisa l'industrie du fer et d'aluminium et l'année suivante, l'industrie du pétrole. Il assoit ainsi le développement du pays sur les pétrodollars, mettant en place un programme de grands travaux.
À la fin de son mandat il peut parler de la normalité absolue maintenue par le pouvoir militaire durant l'ensemble son quinquennat.
Il développa dès 1974 deux initiatives en relation avec le domaine culturel : la bibliothèque Ayacucho (considérée comme une collection des chefs-d'œuvre des lettres latino-américaines) et le programme de Bourses "Gran Mariscal" d’Ayacucho, pour la formation de milliers d'étudiants vénézuéliens dans les centres universitaires les plus prestigieux du monde.
En raison de son effort constant pour la protection de la nature et en faveur du recyclage, il reçoit en 1975 la reconnaissance mondiale du prix Earth Care octroyé pour la première fois à un chef d’État d'Amérique latine. En 1976 il devient vice-président de l'Internationale Socialiste.

### Politique extérieure
En politique extérieure, Pérez, comme le fait son prédécesseur Rafael Caldera, rompt partiellement avec la « doctrine Betancourt » et rétablit les relations avec Cuba. En décembre 1974, il s'oppose à la dictature de Somoza au Nicaragua, et soutient l’« homme fort » du Panama, Omar Torrijos, dans ses négociations avec les États-Unis pour la remise du canal de Panama. Il maintint de bonnes relations avec le reste des gouvernements de l'Amérique latine, d'Europe, ainsi que du Proche-Orient, de la Chine et de l'Union soviétique. Ceci ne trouble pas les bonnes relations qu'avait traditionnellement le Venezuela avec les États-Unis, en tant que principal fournisseur de pétrole.
Contacté par le chef de la DINA chilienne, Manuel Contreras, Pérez, malgré son anti-communisme, oppose son veto à l'intégration de la DISIP à l'opération Condor de répression illégale des opposants.

### Politique économique
Pérez entreprend une politique économique interventionniste. Durant les deux premières années de son gouvernement il tente d'appliquer une politique de plein emploi qui au moyen de la « loi contre les licenciements injustifiés » de 1974, donnait davantage de pouvoir aux syndicats et travailleurs indépendants. Ceci eut pour conséquence une grande augmentation de liquidité circulante et augmente la consommation jusqu'en 1977, ce qui se reflète dans la croissance du PIB en trois ans la plus importante de l'histoire du Venezuela.
Cependant cette croissance se voit freinée par la bureaucratie et la corruption, associées à une politique de gaspillage des revenus obtenus grâce au pétrole, ainsi que l'usage d'un endettement extérieur très fort, de l'ordre des 30 milliards de dollars (en 1978), qui détruit le pouvoir d'achat de la monnaie vénézuélienne, le bolívar, semant en une génération, pour la première fois, des doutes sur les capacités de l'économie vénézuélienne de pouvoir payer ses engagements.

### Fin de son premier mandat et parcours vers une nouvelle présidence
À la fin de son mandat Pérez, est accusé de corruption dans l'affaire « Sierra Nevada », mais à une voix près, il gagne un vote au congrès le laissant à l'abri légalement. Ceci n'entame que peu sa popularité, mais en tout état de cause, la Constitution lui interdit de briguer un second mandat consécutif.
Lors de la campagne électorale, l'accident d'avion suspect au cours duquel le candidat de l'opposition Renny Ottolina trouve la mort accentua la faiblesse du candidat officiel Luis Piñerúa Ordaz. De plus, une stagnation de l'économie à partir de 1977 n'arrange pas ses affaires, provoquant la défaite de l'Action démocratique aux élections de décembre 1978. Luis Herrera Campins, du Parti démocrate chrétien COPEI, lui succède alors en tant que chef d'État.
L'Action Démocratique récupère le pouvoir à la faveur des élections de décembre 1983, hissant Jaime Lusinchi à la présidence de la République. En 1988, contre l'avis de Lusinchi et à la suite d'élections primaires, le 11 octobre 1987 Pérez est choisi de nouveau par l'AD comme candidat présidentiel. Il bénéficie notamment de son prestige, étant alors vice-président de l'Internationale socialiste et président de l'Association latino-américaine des droits de l'homme.

## Deuxième mandat présidentiel, 1989-1994

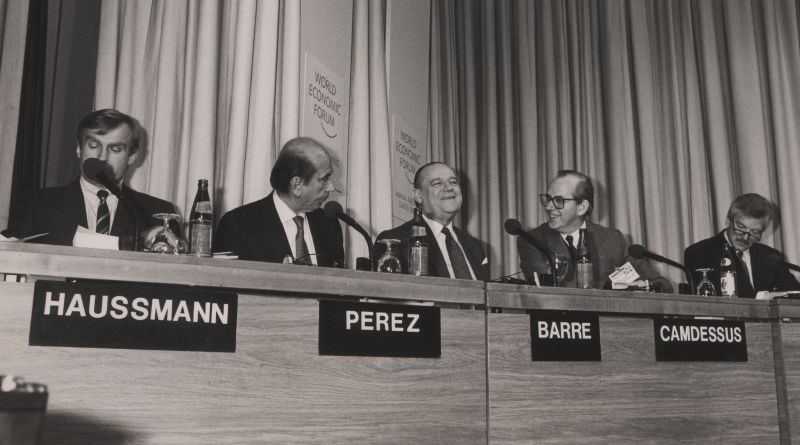
Le Président aux côtés d'Helmut Haussmann, Raymond Barre et Michel Camdessus au Forum économique mondial de Davos en 1989.

Il se retrouve élu aux élections du 4 décembre 1988 avec 3 879 024 votes, 52,91 % des votants.
L'image de Pérez comme le président du miracle économique, qui s'est créée parmi les électeurs, contribue à lui attribuer de nouveau la présidence. Cependant, la situation économique va en empirant progressivement à mesure que les prix du pétrole baissaient. La monnaie est fortement dévaluée, l'inflation est très haute et la dette extérieure est une lourde charge pour la république.
Sur le plan extérieur, pendant sa deuxième période au pouvoir, Pérez maintient une relation intense avec d'autres chefs d'État ou de gouvernement sociaux-démocrates, comme le président du Gouvernement Felipe González (Espagne) ou au contraire une relation de distance, comme avec le chancelier Helmut Kohl (Allemagne).

### Mesures économiques
Cette situation n'apporte pas à Pérez une marge de manœuvre trop importante, et il s'entoure d’économistes forés aux États-Unis, les Iesa Boys (Iesa : Institut d'études supérieures en administration). Alors qu'il a fustigé le « consensus de Washington » lors de la campagne électorale, le FMI et la Banque mondiale, il annonce peu après son élection un plan d'austérité de ton néolibéral inspiré de ce même « consensus de Washington »: hausses généralisées de prix, libéralisation et privatisation de l'économie, gel des salaires et réduction des dépenses publiques.

### Caracazo
Le virage néolibéral impulsé par Pérez provoque une série de protestations populaires, notamment par ceux qui, vivant dans les cités-dortoir de Caracas, devaient se déplacer quotidiennement pour travailler dans la capitale. Surtout, le taux de pauvreté a bondi en peu de temps, passant de 43,9 % à 66,5 %. En outre, le décalage entre les annonces de rigueurs budgétaires et les fastueuses fêtes organisées par le président pour célébrer sa prise de fonctions contribuèrent à accentuer le mécontentement.
En peu de temps, le mouvement qui commence à Guarenas s'étendit rapidement à Caracas et d'autres villes (La Guaira, Valencia, Barquisimeto, Mérida, Guayana et les Vallées du Tuy), se transformant en mouvement d'émeutes général. L'armée réprime dans le sang le Caracazo, faisant des centaines de morts. Le président Pérez refuse pourtant d'assumer toute responsabilité dans cette répression.
Le Caracazo renforce la chute de popularité de Pérez, suscitant dans les jours suivants plusieurs manifestations de protestation. Manifestement, les mesures destinées à compenser l'impact du programme d'ajustements macroéconomiques de Pérez (augmentation des salaires, programmes de bourses pour l'alimentation, politique de subventions directes sur les éléments du panier de la ménagère)[réf. nécessaire] se révélaient insuffisantes pour répondre à la crise sociale.
Au cours de la crise économique produite par la première guerre du Golfe, le Venezuela augmente sa production de brut ce qui représente un soulagement momentané pour la situation économique même si cela ne diminue pas la contestation sociale. Ainsi, au cours de l’année 1991, les grèves et les manifestations se succèdent, souvent réprimées avec violence. Le journal El Diario de Caracas dénombre cette année-là quelque huit cents manifestations ayant fait plusieurs dizaines de morts.

### Tentatives de coups d'État
Le matin du 4 février 1992, le Venezuela entier est secoué par une tentative de coup d'État commandée par le lieutenant colonel Hugo Chávez qui la justifie par la détérioration de la situation sociale et l'augmentation de la corruption dans l'administration. Après quelques heures d'incertitude, Pérez récupère le contrôle, rétablissant l'ordre constitutionnel. Cependant, la tentative n'améliore pas son image publique, tandis que les putschistes sont bien accueillis par une partie de la population. Une fois la révolte battue par les forces loyales au président et ses meneurs mis en prison, Carlos Andrés Pérez s'engage, devant l'opinion publique, à corriger certains aspects de ses mesures ; mais la dynamique engagée ne pouvait être l'objet de retours en arrière immédiats, car le processus de détérioration ne s'arrêterait pas.
Pérez doit affronter un second coup d'État le 27 novembre la même année, au cours duquel les putschistes réussirent à bombarder certains des édifices publics. La tentative échoue de nouveau mais une fois de plus elle ne contribue pas à améliorer l'image déjà discréditée du président.
Un sondage de novembre 1992 indique que 81 % des Vénézuéliens n’ont aucune confiance en Carlos Andrés Pérez et seulement 6 % soutiennent son action.
Aux élections municipales et régionales du 6 décembre de cette année, son parti Action démocratique subit un dur revers au profit des partis politiques COPEI, le Mouvement pour le socialisme (MAS) et la Cause radicale.

### Destitution
En mars 1993, le procureur et inspecteur général des Comptes de la République, Ramón Escobar Salom, porte contre lui des accusations de malversations de 250 millions de bolivars (17 millions de dollars) qui auraient dû arriver dans un fonds secret au ministère de l’Intérieur, en passant par le secrétariat de la présidence.
Le 20 mai suivant, la Cour suprême de justice jugea qu'il y avait matière à procès. Le 21 mai 1993, le Sénat l'a suspendu de ses fonctions de président après le début des procédures pour malversations et appropriation illégale dans le but de financer des campagnes politiques dans des pays latino-américains voisins, et notamment de Violeta Chamorro, élue présidente du Nicaragua en 1990 à la tête de l'UNO opposée aux sandinistes .
C’est pourquoi le Congrès national veut le destituer pour que se poursuive ledit processus, ce qui est effectif le 31 août de cette même année. Ne pouvant pas terminer son second mandat constitutionnel, qui devait prendre fin en février 1994, le président du Congrès, Octavio Lepage Barreto, lui succéda par intérim durant deux semaines, puis le parlementaire Ramón José Velásquez, de son propre parti, fut élu par le Congrès lui-même président afin de terminer son mandat.

## Parcours ultérieur
Une fois retiré de la présidence de la République, Pérez est enfermé dans la prison El Junquito puis, en application des précautions légales relatives aux limites d'âge pour l'emprisonnement, il est transféré de cet endroit à sa maison où il est enfermé dans l'attente de la sentence.
Le 30 mai 1996, la Cour suprême de Justice le condamne pour malversation aggravée à 2 ans et 4 mois d'arrestation à domicile.
En 1999, Pérez, une fois en liberté, créa un nouveau parti : "Mouvement d'ouverture et participation nationale", formé d'indépendant et de dissidents d’Action démocratique, probablement dans le but d'obtenir un siège de sénateur et d'être protégé par l'immunité parlementaire des nouvelles accusations de corruption qui étaient apparues (existence de comptes secrets aux États-Unis). Bien qu'il obtînt le siège en question, la mise à pied des chambres législatives due au processus constituant mis en marche par le nouveau président Chávez l'obligea à se présenter de nouveau aux élections à l'Assemblée nationale constituante, mais cette fois il n'obtint pas de siège.
Le 20 décembre 2001, un tribunal de première instance de Caracas ordonna que Pérez, alors en République dominicaine, soit retenu à son domicile de façon préventive, en relation avec les fonds publics détournés vers les comptes secrets.
Le 3 avril, le Venezuela demande à la République dominicaine l'extradition de l'ex-président et la Chancellerie du Gouvernement présenta la demande officielle à la République dominicaine. Cependant, cette extradition n'a pas été menée à bien. Pendant ce temps, il vit exilé dans la ville de Miami (États-Unis) d'où il continue, en dépit de ses limitations physiques, à offrir un appui aux groupes opposés au président Hugo Chávez.

### Décès
Carlos Andrés Pérez meurt le 25 décembre 2010 dans un hôpital de Miami, aux États-Unis, à l'âge de 88 ans. Sa famille annonce qu'il sera enterré aux États-Unis et non au Venezuela, « tant que le régime politique n'aura pas changé ». Son corps est cependant rapatrié au Venezuela en octobre 2011 et inhumé dans le cimetière de l'Est, à El Hatillo.

### Héritage
L'image qu'a l'opinion publique de Carlos Andrés Pérez semble être assez contradictoire : d'une part il est l'un des leaders politiques les plus charismatiques de la fin du XXe siècle, et d'autre part il est considéré comme l'une des personnalités publiques les plus corrompues du Venezuela.
Pour beaucoup, la popularité de Pérez pendant son premier mandat est due en partie à la prospérité économique résultant des prix élevés du pétrole. Son deuxième mandat au pouvoir fut plus compliqué et moins populaire, car la situation économique du pays était complètement différente (prix bas du pétrole et grave crise économique du pays) et, de l'opinion de certains critiques, Pérez prit des mesures impopulaires de façon trop précipitée.

## Sources
- (es) Cet article est partiellement ou en totalité issu de l’article de Wikipédia en espagnol intitulé « Carlos Andrés Pérez » (voir la liste des auteurs).